# Fontanarossa (Gorreto)
Fontanarossa è una frazione di 54 abitanti del comune di Gorreto, nella città metropolitana di Genova.
Ubicata in alta val Trebbia, posizionata a 938 metri sul livello del mare sul versante settentrionale del monte della Cavalla, digradando verso il torrente Terenzone, dista circa otto chilometri dal centro abitato gorretese.
Secondo alcune fonti storiche qui nacque Susanna Fontanarossa - o Susanna da Fontanarossa - madre del celebre navigatore Cristoforo Colombo.

## Storia

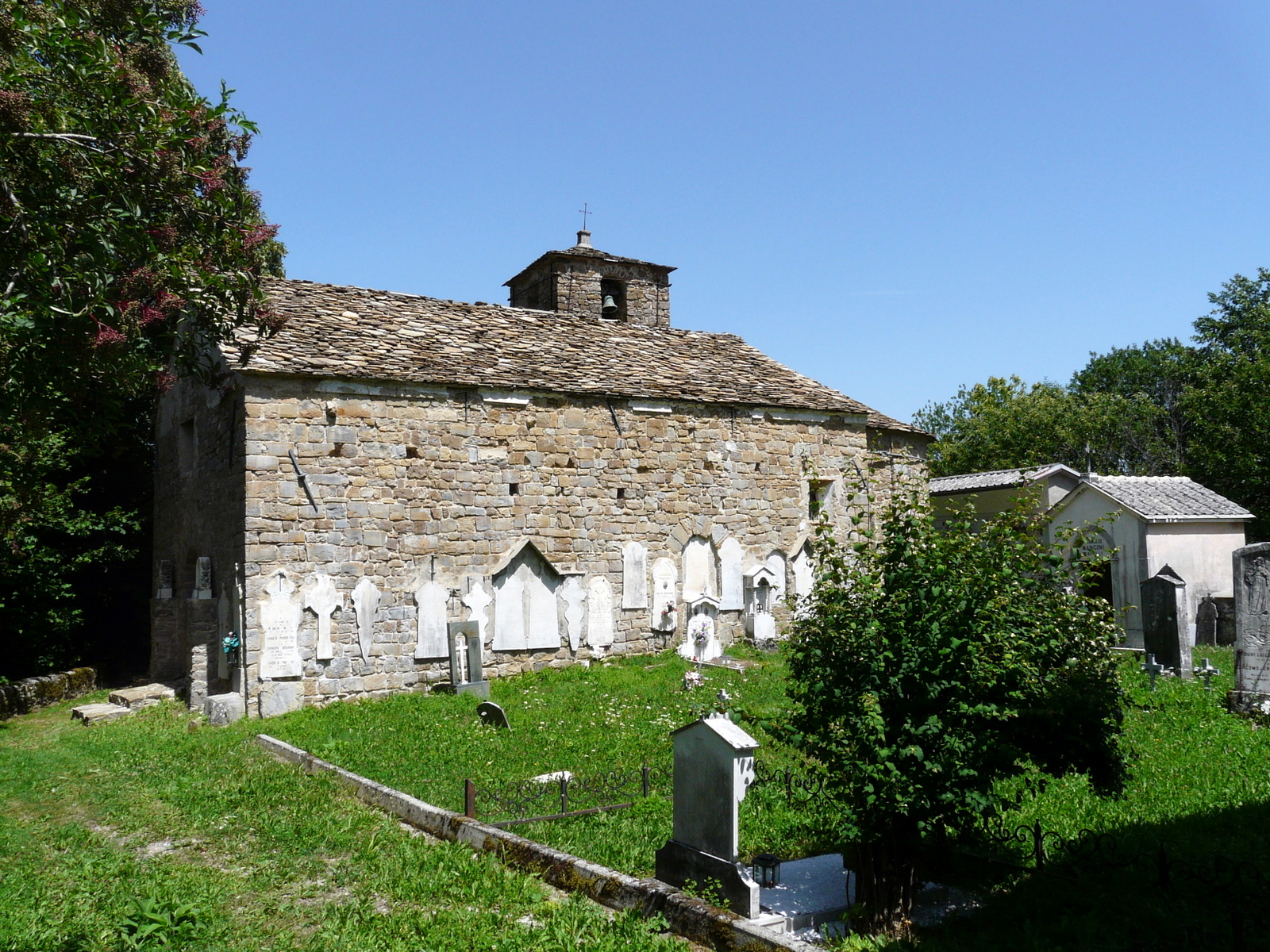
La chiesa di Santo Stefano all'interno del cimitero della frazione

Citata con l'antico toponimo di Fontana Rubea, in epoca medievale fu soggetta alla famiglia ghibellina dei Malaspina (1197) fino al passaggio, nel 1361 e assieme ad altre terre vicine, nei possedimenti del signore di Milano Galeazzo II Visconti. Cedute quindi ai Fieschi, dal 1515 le terre di Fontanarossa furono proprietà delle famiglie genovesi Pallavicini e quindi dei Doria dopo il XVII secolo.
Dominio dei Doria fino alla fine del XVIII secolo, con la nuova dominazione francese di Napoleone Bonaparte divenne terra di confine territoriale e civile assieme ai borghi di Orezzoli e Pregola.
Seguì quindi le vicissitudini storiche del capoluogo Gorreto che dal 2 dicembre 1797 rientrò nel Dipartimento dei Monti Liguri Orientali, con capoluogo Ottone, all'interno della Repubblica Ligure. Dal 28 aprile del 1798 con i nuovi ordinamenti francesi, rientrò nei possedimenti del capoluogo gorretese del III Cantone della Giurisdizione dei Monti Liguri Orientali e dal 1803 uno dei centri principali del IV Cantone della Trebbia nella Giurisdizione dell'Entella.
Nel 1815 venne inglobato nel Regno di Sardegna così come stabilì il congresso di Vienna del 1814 anche per gli altri comuni della Repubblica Ligure. Il 7 febbraio del 1819 passò sotto il controllo del mandamento di Ottone nell'allora provincia di Bobbio (oggi entrambi i comuni sono in provincia di Piacenza).
Successivamente il regio decreto n° 1726 datato 8 luglio 1923, firmato dal re Vittorio Emanuele III di Savoia, stabilì il passaggio definitivo nell'allora provincia di Genova. Durante la seconda guerra mondiale subì, come altri borghi della valle, feroci rastrellamenti dei soldati tedeschi per la cattura di rifugiati ebrei e soldati alleati.
Il simbolo del paese è il narciso bianco, fiore molto comune nei prati del monte della Cavalla sul quale sorge anche Fontanarossa.

## Monumenti e luoghi d'interesse

### Architetture religiose
- Chiesa romanica di Santo Stefano, conosciuta come "la saracena" sorse, secondo alcuni studi[3], nel periodo medievale durante l'infeudamento della famiglia Malaspina.
- Chiesa parrocchiale della Beata Vergine Addolorata, risalente agli anni Sessanta del XVII secolo, è ubicata nel centro del paese, in una posizione più funzionale rispetto alla chiesa di Santo Stefano.

## Galleria d'immagini

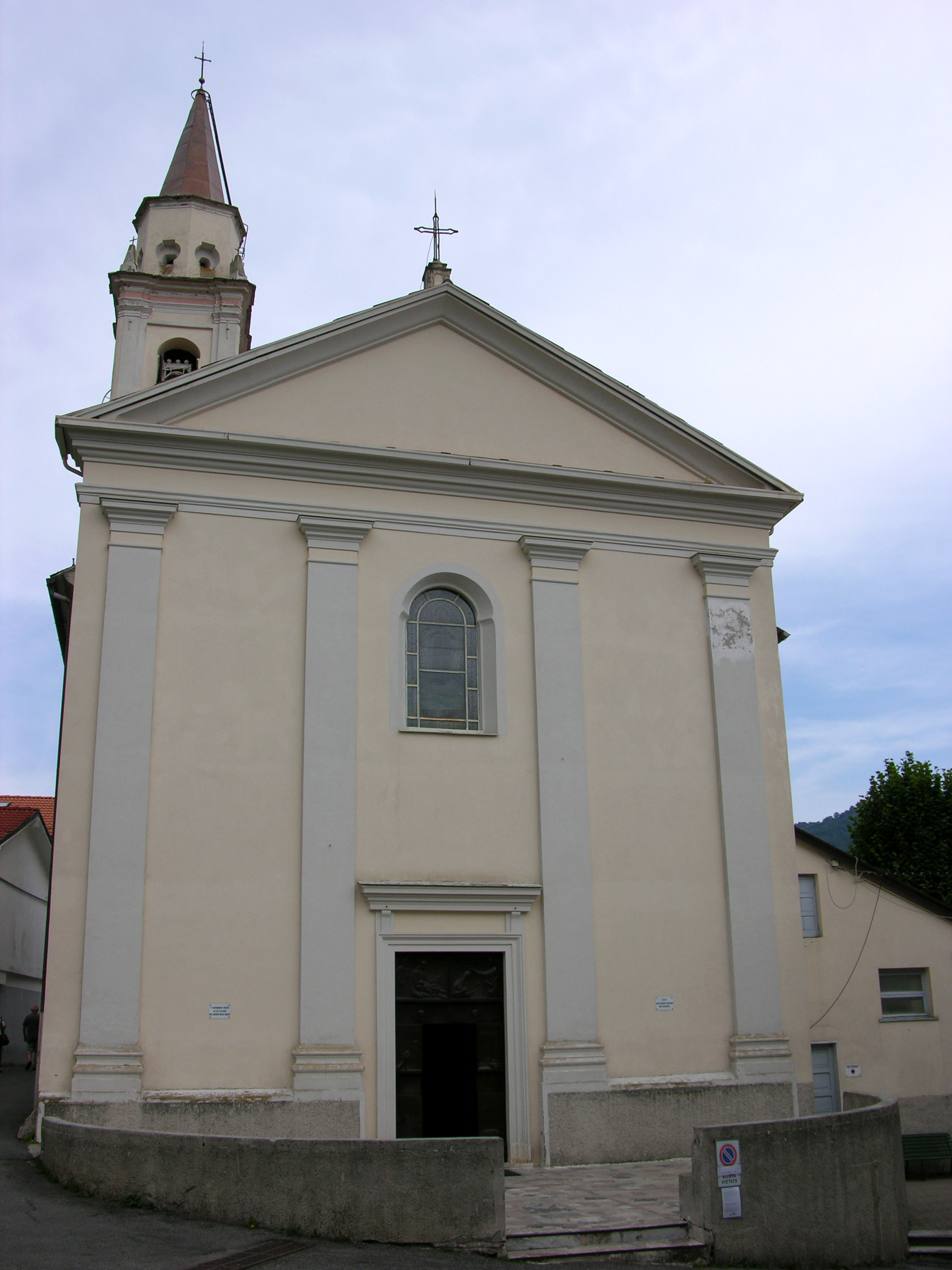
La chiesa parrocchiale della Beata Vergine Addolorata
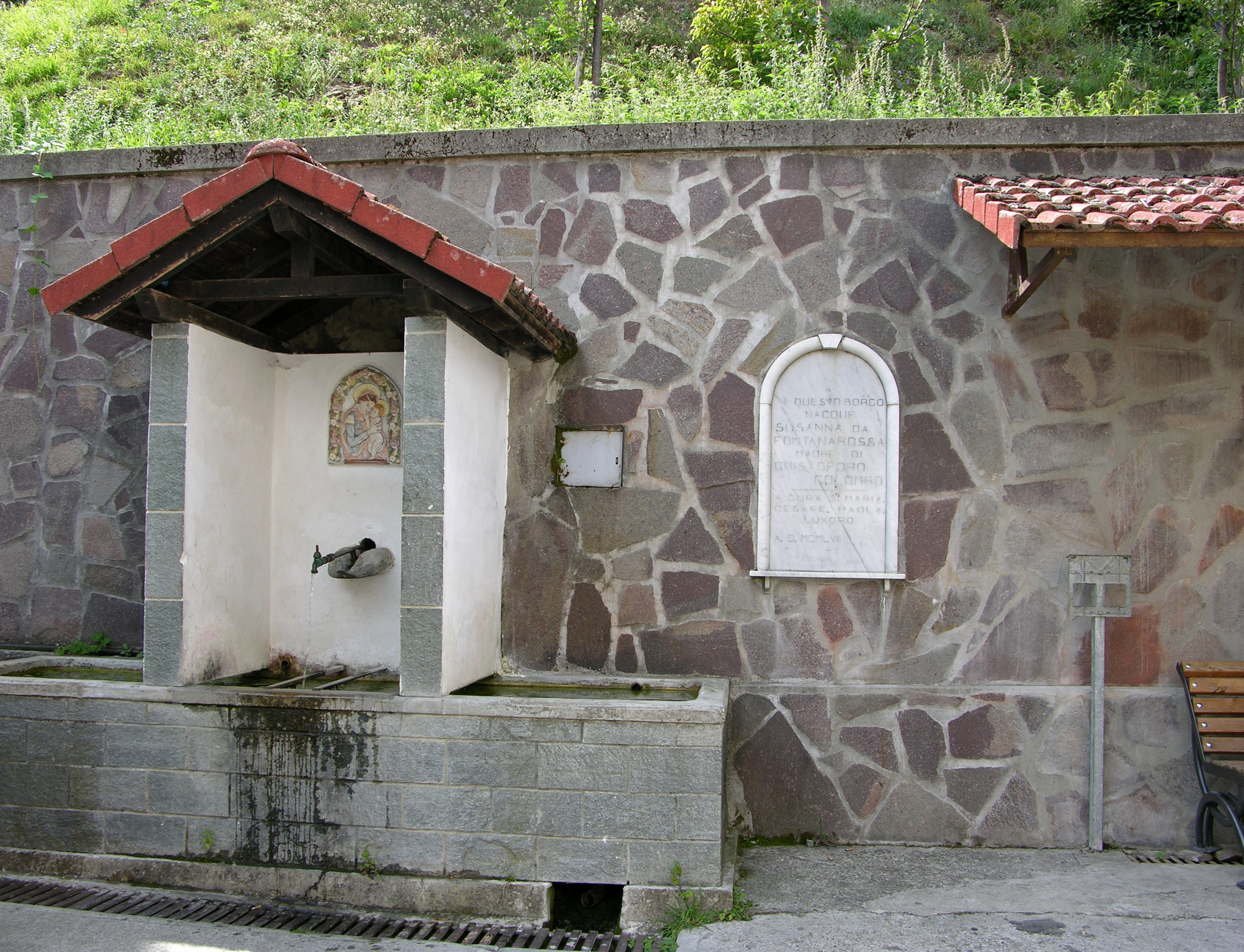
Fontana del paese
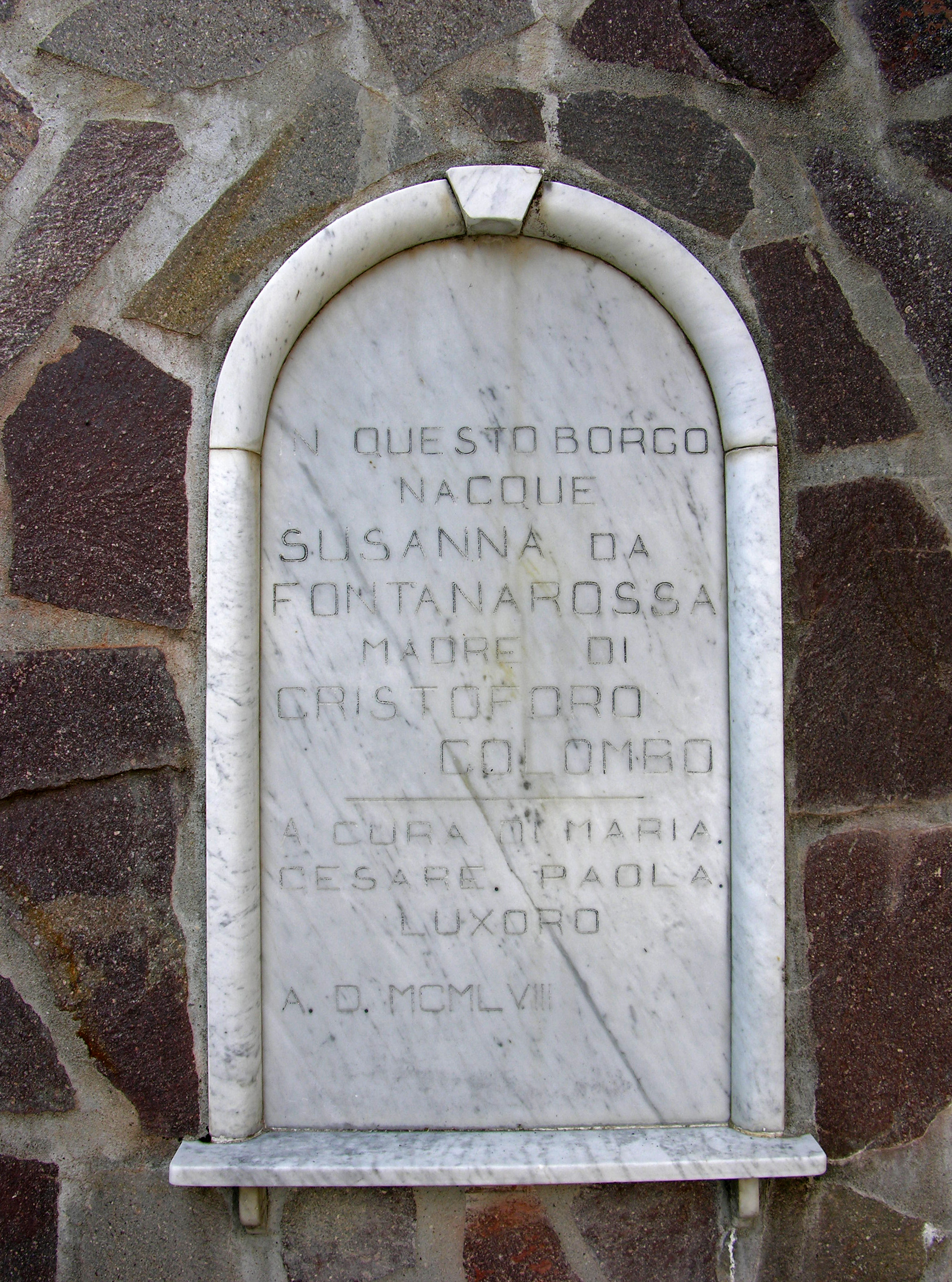
Lapide di Susanna Fontanarossa